# Liste der denkmalgeschützten Objekte in Údlice
Grundlage dieser Liste der denkmalgeschützten Objekte in Údlice ist die ÚSKP-Liste (Ústřední seznam kulturních památek České republiky, deutsch Zentrale Liste der Kulturdenkmäler der Tschechischen Republik), die von der tschechischen Denkmalschutzbehörde NPÚ (Národní památkový ústav, deutsch Nationale Denkmalbehörde) seit 1987 geführt wird und an die seit dem Jahr 1850 geschaffenen Listen anschließt.

## Údlice(Eidlitz)
| Lage                              | Objekt                            | Beschreibung                                                         | ÚSKP-Nr.                 | Bild                              |
| --------------------------------- | --------------------------------- | -------------------------------------------------------------------- | ------------------------ | --------------------------------- |
| Údlice (Standort)                 | Schloss Údlice                    | Schloss Údlice                                                       | 38054/5-791 Info Katalog | weitere Bilder                    |
| Údlice (Standort)                 | Heilig-Kreuz-Kirche               | Kirche zur Erhöhung des hl. Kreuzes                                  | 26425/5-788 Info Katalog | weitere Bilder                    |
| Údlice 4 (Standort)               | Pfarrhaus                         | Pfarrhaus                                                            | 16001/5-795 Info Katalog | BW                                |
| Údlice, an der Straße (Standort)  | Sühnekreuz                        | Sühnekreuz, urspr. in Nové Sedlo nad Bílinou (Neundorf an der Biela) | 44732/5-665 Info Katalog | Sühnekreuz                        |
| Údlice (Standort)                 | Statue der hl. Barbara            | Statue der hl. Barbara                                               | 39527/5-789 Info Katalog | BW                                |
| Údlice, u kostela (Standort)      | Pietà-Statue                      | Pietà-Statue                                                         | 38471/5-775 Info Katalog | Pietà-Statue                      |
| Údlice (Standort)                 | Säule mit Dreifaltigkeitsskulptur | Säule mit Dreifaltigkeitsskulptur                                    | 36892/5-792 Info Katalog | Säule mit Dreifaltigkeitsskulptur |
| Údlice (Standort)                 | Säule mit Statue des hl. Josef    | Säule mit Statue des hl. Josef                                       | 35856/5-794 Info Katalog | Säule mit Statue des hl. Josef    |
| Údlice (Standort)                 | Nepomuksäule                      | Statue des hl. Johannes von Nepomuk                                  | 24983/5-790 Info Katalog | Nepomuksäule                      |
| Údlice (Standort)                 | Mariensäule                       | Mariensäule, urspr. in Miřetice                                      | 30238/5-570 Info Katalog | Mariensäule                       |
| Údlice, bei Haus Nr. 5 (Standort) | Florianssäule                     | Statue des hl. Florian                                               | 17218/5-796 Info Katalog | BW                                |
| Údlice (Standort)                 | Speicher                          | Speicher                                                             | 15373/5-793 Info Katalog | Speicher                          |
| Údlice (Standort)                 | Denkmal 2. Weltkrieg              | Denkmal zur Erinnerung an den Zweiten Weltkrieg                      | 20476/5-798 Info Katalog | BW                                |
| Přečaply (Pritschapl) (Standort)  | Matthäuskirche                    | Kirche des hl. Matthäus (ohne Holzkreuz)                             | 22385/5-803 Info Katalog | weitere Bilder                    |